# Луций Корнелий Сципион (консул 259 года до н. э.)
Луций Корнелий Сципион (лат. Lucius Cornelius Scipio; умер после 258 года до н. э.) — римский военачальник и политический деятель. Участник Первой Пунической войны.

## Происхождение
Луций Корнелий принадлежал к знатному и разветвлённому патрицианскому роду Корнелиев. Когномен Сципион античные писатели считали происшедшим от слова посох: «Корнелий, который [своего] тёзку — отца, лишённого зрения, направлял вместо посоха, был прозван Сципионом и передал это имя потомкам». Самого раннего носителя этого когномена звали Публий Корнелий Сципион Малугинский; отсюда делается предположение, что Корнелии Сципионы были ветвью Корнелиев Малугинских.
Отцом Луция был Луций Корнелий Сципион Барбат, консул 298 года до н. э.; братом — Гней Корнелий Сципион Азина, консул 260 и 254 годов до н. э..

## Биография
Первая упомянутая в источниках ступень карьеры Луция Корнелий — курульный эдилитет, который датируют предположительно 261 годом до н. э. В 259 году до н. э. Сципион стал консулом совместно с плебеем Гаем Аквиллием Флором. В это время Рим вёл войну с Карфагеном, и Луций Корнелий возглавил армию в очередной кампании.
Полибий, рассказавший об этой войне в своей «Всеобщей истории», так и не упомянул Луция Корнелия, хотя испытывал большую симпатию к его потомкам. Основные сведения о деятельности Сципиона на посту консула содержатся в хронике Иоанна Зонары. Луций высадился на Корсике, взял штурмом и разрушил город Алерия, а потом без особого труда установил контроль над всем островом. Оттуда он переправился на Сардинию и осадил Ольбию, но из-за появления сильной вражеской эскадры был вынужден снять осаду и вернуться в Италию. При этом Тит Ливий сообщает, что Сципион сражался успешно не только с корсами, но и с сардами, а Валерий Максим и Луций Анней Флор утверждают, что он взял Ольбию и «и столь успешно очистил от карфагенян сушу и море, что для победы уже не оставалось ничего, кроме самой Африки». Секст Юлий Фронтин, ошибочно присвоив Луцию Корнелию другой когномен, пишет: «Консул Л. Корнелий Руфин захватил много городов Сардинии тем, что ночью высадил сильнейшие части и приказал им спрятаться и выжидать, пока он сам не пристанет с кораблями. Затем, когда неприятель вышел ему навстречу, он притворным бегством завлек его для преследования далеко, а те тем временем совершили нападение на покинутые города».
При взятии Ольбии, по данным Валерия Максима, погиб карфагенский военачальник Ганнон, и Сципион приказал похоронить его с почестями. Захватив множество пленных, Луций Корнелий вернулся в Рим, где удостоился за свои победы триумфа.
В следующем году (258 год до н. э.) Сципион достиг вершины своей карьеры — стал цензором вместе с Гаем Дуилием. Известно, что он построил в Риме храм Бурям в благодарность за помощь, полученную им во время войны.

## Потомки
У Луция Корнелия было двое сыновей: Гней Корнелий Сципион Кальв (консул 222 года до н. э.) и Публий Корнелий Сципион (консул 218 года до н. э.). Последний был отцом Сципиона Африканского.